# Conistra acutula
Conistra acutula är en fjärilsart som beskrevs av Otto Staudinger 1891. Conistra acutula ingår i släktet Conistra och familjen nattflyn. Inga underarter finns listade i Catalogue of Life.